# هوتوکو
هوتوکو (به ژاپنی: 宝徳 Hōtoku) نام یک عصر تاریخی ژاپنی بود. این عصر بعد از  بون‌آن و قبل از کیوتوکو قرار داشت و از ژوئیه ۱۴۴۹ تا ژوئیه ۱۴۵۲ میلادی به طول انجامید. در طی این عصر امپراتور گو-هانزونو امپراتور ژاپن بود.